# Jonathan Ball (Verleger)
Jonathan Augustus Benjamin Ball (* 22. Mai 1951 in Johannesburg; † 3. April 2021 in Kapstadt)
war ein südafrikanischer Verleger.
Ball wurde in Johannesburg geboren als Sohn eines Verkäufers gebrauchter Bücher. Nach seinem Militärdienst wurde er selbst Buchhändler im südafrikanischen Zweig des Verlags Macmillan. Im Jahr 1976 gründete er den Verlag Jonathan Ball Publishers, der vor allem Sachbücher herausgibt. Viele der Bücher sind preisgekrönt.
Jonathan Ball stand dem Apartheidsregime kritisch gegenüber, was ein Grund für die Verlagsgründung war. Später war er ein Kritiker der Regierung des ANC.